# Jaume Santandreu Sureda
Jaume Santandreu Sureda (* 9. Juni 1938 in Manacor; † 1. Juni 2025 in Palma) war ein spanisch-katalanischer Schriftsteller, Sozialarbeiter und Politiker.

## Leben
Der auf der Mittelmeerinsel Mallorca geborene Santandreu wurde Priester und war als Missionar in Burundi und Peru tätig. Um Kontakt mit dem Volk zu halten, arbeitete er nach seiner Rückkehr nach Mallorca als Straßenkehrer in Palma. Er wurde politisch für verschiedene Parteien tätig und lebte offen seine Homosexualität. Santandreu arbeitete dann als Sozialarbeiter und begründete das zwischen Palma und Establiment gelegene Haus Can Gazà, das als Heim für verarmte Männer und als Hospiz für an Aids Erkrankte dient.
Er veröffentlichte eine Vielzahl von Büchern und gewann im Jahr 1979 den Literaturpreis der Stadt Palma de Mallorca. 2002 erhielt er für seinen Roman Mortuus Dei den Literaturpreis der Stadt Sa Pobla.